# Rachid El-Daïf
Rachid El-Daïf (ou Rachid El-Daif, Rashid Al-Daif, en arabe رشيد الضعيف), né en 1945, est un auteur (romancier et poète) libanais. Il écrit en arabe et est traduit en 10 langues (français, anglais, espagnol, portugais, polonais, suédois, néerlandais, grec, italien, allemand).

## Biographie
Rachid El-Daïf est né à Zghorta (Liban-Nord) en 1945. Il a fait des études supérieures à l'université libanaise à Beyrouth, puis un doctorat en littérature arabe à l'université Paris III.
El-Daïf commence par écrire des poèmes avant de se tourner vers le roman.
À la suite d'un échange avec l'écrivain allemand Joachim Helfer (de) en 2003, El-Daïf écrit une fiction humoristique intitulée ʿAwdat al-Almani ilā Rushdih réfléchissant sur le sujet de l'homosexualité, de la masculinité, des rôles de genre, des relations amoureuses et de la parentalité.

## Publications

### Romans
- 1982, Unsi yalhu ma’a rita: kitab al-baligin (Unsi is Playing with Rita: A Book for Adults), al-Mu’assasa l-Jami’iyya li-l-dirasat wa-l-nasr, Beyrouth.
- 1983, Al-Mustabidd “Le tyran”, Dar ab’ad, Beyrouth. Réédition Riad El-Rayyes Books 2001.
- 1986, Fusha mustahdafa bayna l-nu’as wa-l-nawm, Mukhtarat, Beyrouth. Réédition Riad El-Rayyes Books 2001.
  - Traduit vers le français par Luc Barbulesco et Philippe Cardinal sous le titre Passage au Crépuscule, Actes Sud, 1992 (réédité en 2011,  (ISBN 978-2-7427-9790-5)).
- 1987, Ahlu z-zill “Les créatures de l'ombre”, Muhktarat, Beyrouth. Réédition Riad El-Rayyes Books 2001
  - Traduit vers le français sous le titre L’Insolence Du Serpent... ou les créatures de l’ombre par Edgard Weber. AMAM, Toulouse, 1997.
- 1989, Taqaniyyaatu l-bu’s “Les techniques de la misère”, Muhtarat, Beyrouth. Réédition Riad El-Rayyes Books 2001.
- 1991, Ghaflat al-Turab “Un laps de terre”, Mukhtarat, Beyrouth. Réédition Riad El-Rayyes Books
- 1995, Azizi as-sayyid Kawabata. Muhtarat, Beyrouth. Réédition Riad El-Rayyes Books 2001 — Traduit simultanément en 8 langues européennes en 1998 : anglais, français, italien, allemand, espagnol, suédois, polonais, et néerlandais.
  - Traduction française : Yves Gonzales-Quijano, Cher Monsieur Kawabata, Sinbad-Actes Sud, 1998.
- 1997, Nahiyat al-bara’a, al-Masar, Beyrouth.
- 1998, Lernin Inglish  “Learning English”, al-Nahar. Réédition Riad El-Rayyes, Beyrouth, 2005.
  - Traduit en français sous le titre Learning English par Yves Gonzalez-Quijano. Paris:  Actes Sud, Septembre 2001.
- 2001, Tistifil Meryl Streep, Riad El-Rayyes Books, Beyrouth.
  - Traduit en français sous le titre Qu’elle aille au Diable, Meryl Streep ! par Edgard Weber. Paris: Actes-Sud, 2004.
  - Sortie en version de poche, collection "Babel", éditions Actes Sud, 2010.
- 2002, ‘Insay as-Sayyara (Oublie la voiture), Riad El-Rayyes Books, Beyrouth.
  - Traduit en français : Fais vois tes jambes Leïla, Actes Sud, 2006.
- 2005, Mabad Yanjah Fi Baghdad (Mabad réussit à Baghdad), Riad El-Rayyes Books, Beyrouth.
  - Traduit en français : Le Musicien et le calife de Bagdad, Actes Sud, 2010.
- 2018, La Minette de Sikirida, Actes Sud, 2018  (ISBN 978-2-330-09283-2)
- 2022, Al-wajh al-akhir llzhlil (الوجه الآخر للظلّ), Dar al-Saqi, Beyrouth  (ISBN 9786140322301)[2].

### Poésie
- 1979, Hina halla al-sayf ‘ala l-sayf. Traduit par by J.D. Bencheikh sous le titre L’Eté au Tranchant de l’Epée, édition bilingue, Le Sycomore, Paris.
- 1980, La shay’a yafuqu l-wasf “Rien à signaler”, Mansurat lubnan al-gadid, Beyrouth.
- 1992, Ayyu thalgin yahbut bi-salam “Quelle neige tombe-t-elle en paix”, Mukhtarat, Beyrouth.

### Filmographie
- Un film intitulé Passage Au Crépuscule basé sur le roman du même nom a été réalisé par le réalisateur suisse Simon Edelstein et est sorti à Genève en 2001, il a été diffusé à la Télévision suisse romande.
- Un film intitulé Zennar An Nar basé sur son roman Al Mustabid a été réalisé par le réalisateur libanais Bahij Hojeij en 2002.

### Théâtre
- Qu'elle aille au diable Meryl Streep adapté pour le théâtre par Mohamed Kacimi (auteur franco-algérien), a été joué en français au théâtre du Rond-Point à Paris en juin 2008 ainsi qu'à Beyrouth en arabe au théâtre de la ville - Masrah Al Madina.
- Fais voir tes jambes, Meryl Streep pièce écrite et mise en scène par Rahim Elasri, Bruxelles, 2009.